# حیدرعلی قلمداران
حیدرعلی قلمداران قمی فرزند اسماعیل در سال ۱۲۹۲ خورشیدی در روستای دیزیجان در۵۵ کیلومتری جاده قم-اراک متولد گردید. وی در پنج سالگی مادرش را از دست داد و در سن ۱۵ سالگی شاهد فوت پدرش نیز بود. در ۳۰ سالگی به خدمت ادارهٔ فرهنگ قم درآمد. از آن پس در روزنامه‌های «استوار» و «سرچشمه» در قم و «وظیفه» در تهران مقاله می‌نوشت. مجله یغما نیز مقالات و اشعار وی را چاپ می‌کرد و همچنین مقالات فقهی او در مجلهٔ «حکمت» که سید محمود طالقانی و مهدی بازرگان در آن قلم می‌زدند به چاپ می‌رسید. حیدر علی قلمداران از دوستان نزدیک برقعی و  سید مصطفی طباطبایی بودند و به نوعی ادامه دهنده راه کسانی مانند محمدحسن شریعت سنگلجی و سید اسدالله خرقانی بود.

## عقاید
وی از دوران جوانی به آثار محمد خالصی (۱۲۷۰–۱۳۴۳ش) علاقه‌مند بود و به ترجمه آنها همت گماشت. در مقالاتی که خود وی در نشریات مختلف منتشر می‌کرد توجهش روی اصلاح دین و زدودن خرافات و بازگشت به قرآن بود و در این راستا به نقد گرایش‌های غلوآمیز پرداخت و در همین زمان کتاب «راه نجات از شّر غُلات» را نوشت. در این کتاب او به نقد و رد شفاعت، غلو، و زیارت پرداخته و اعتقاد شیعه به وجود خمس را مورد سؤال قرار داد. کتاب دیگر وی «شاهراه اتحاد» نقد اعتقاد رایج شیعه در مورد امامت بود. با توجه به دیدگاه‌های متفاوتی که قلمداران با عقاید شیعه داشت برخی او را متمایل به وهابیگری دانستند.

## آشنائی با شخصیت‌ها
- وی با محمد خالصی دیدار و مکاتبه داشته و کتاب‌های «المعارف المحمدیه» - «الإسلام سبیل السعادة والسلام» - کتاب سه جلدی «إحیاء الشریعه» و آثار دیگر او را ترجمه کرده بود.
- با مهدی بازرگان در ارتباط بوده و وی پس از آزاد شدن از زندان چهار مرتبه برای دیدار با حیدرعلی قلمداران به قم آمد.[نیازمند منبع]
- زمانی علی شریعتی به یکی از دوستان خود که با قلمداران آشنایی داشت گفته بود که قلمداران سهم بزرگی در جهت بخشیدن به افکار او داشته و بدین جهت مشتاق دیدار او بود. این دیدار هرگز عملی نشد.[نیازمند منبع]

## ترور و زندان
بعد از از انقلاب در تابستان ۱۳۵۸ خورشیدی شب بیستم رمضان سال ۱۳۹۹ هجری قمری که قلمداران طبق عادت هر سال تابستان را در روستا می‌گذراند مهاجمی ناشناس نیمه شب وارد خانهٔ او شد و به او در حالت خواب شلیک کرده و گریخت، لیکن علی‌رغم فاصله بسیار کم گلوله فقط پوست گردن او را زخمی کرد.
در اواخر عمر، مقامات او را درحالی که دو بار سکته مغزی نموده و در منزل بستری بود دستگیر و به زندان ساحلی قم منتقل کردند ولی با وساطت حسینعلی منتظری  که در آن موقع قائم مقام خمینی بود وی آزاد شد.

## وفات
او در ۱۵ اردیبهشت ۱۳۶۸ بعد از ۸ سال بیماری وفات یافت و در قبرستان باغ بهشت قم دفن گردید.

## آثار
- ترجمه کتاب «المعارف المحمدیة» تألیف شیخ محمد خالصی‌زاده با عنوان «معارف محمدیه».
- ترجمه رساله عملیه سه جلدی «إحیاء الشریعة فی مذهب الشیعة» تألیف شیخ محمد خالصی‌زاده با عنوان «آیین جاویدان».
- ترجمه رساله عملیه شیخ محمد خالصی‌زاده «الإسلام سبیل السعادة والسلام» با عنوان «آیین دین یا احکام اسلام».
- ترجمه وصیت نامه شیخ محمد خالصی‌زاده و بخش‌هایی از کتاب «شرر فتنة الجهل فی ایران» با عنوان «آیا اینان مسلمانند؟».
- ترجمه کتاب «الجمعة» تألیف شیخ محمد خالصی‌زاده با عنوان «ارمغان الهی» در اثبات وجوب نماز جمعه.
- تألیف کتاب مشهور «ارمغان آسمان».
- رسالهٔ «مالکیت در ایران از نظر اسلام».
- تألیف جلد اول کتاب «حکومت در اسلام» در سال ۱۳۴۳ خورشیدی.
- مجموعهٔ پنج قسمتی «راه نجات از شر غُلات».
- کتاب «زکات» که احتمالاً در سال ۱۳۵۱ شمسی با همکاری مهدی بازرگان در شرکت سهامی انتشار به چاپ رسید و تا مدتی از انتشار آن جلوگیری به عمل آمد.
- کتاب «خمس» که ردیه‌هایی نیز بر این کتاب به وسیله اشخاصی همچون ناصر مکارم شیرازی، و رضا استادی و غیره نوشته شد.
- کتاب «شاهراه اتحاد»، این کتاب هم به سبب حساسیت شدید روحانیت شیعه نسبت به موضوع کتاب به صورت تایپ شده تکثیر و مخفیانه منتشر شد.

و نوشته‌های دیگر ...